# Gołańcz
Gołańcz è un comune urbano-rurale polacco del distretto di Wągrowiec, nel voivodato della Grande Polonia.
Ricopre una superficie di 192,13 km² e nel 2004 contava 8 407 abitanti.